# FK Čelik Nikšić
FK Čelik Nikšić (sârbă Фудбалски клуб «Челик» Никшић / Fudbalski klub «Čelik» Nikšić) este un club de fotbal din Nikšić, Muntenegru, fondat în 1957. În prezent el evoluează în Prima Ligă (Muntenegru). Denumirea echipei se traduce în română ca oțel.

## Lotul actual
| Nr. |            | Poziție | Jucător           |
| --- | ---------- | ------- | ----------------- |
| 12  | Muntenegru | P       | Nikola Delibašić  |
| 4   | Muntenegru | F       | Danilo Vuković    |
| 7   | Muntenegru | A       | Žarko Vilotijević |
| 8   | Muntenegru | M       | Zijad Adrović     |
| 9   | Muntenegru | M       | Ivan Ivanović     |
| 14  | Muntenegru | F       | Dejan Kovačević   |
| 15  | Muntenegru | F       | Nenad Bubanja     |
| 16  | Muntenegru | M       | Filip Ćipranić    |
| 17  | Muntenegru | M       | Darko Zorić       |
| 19  | Muntenegru | M       | Darko Bulatović   |
| 20  | Muntenegru | F       | Predrag Vidakanić |
| 21  | Muntenegru | F       | Ilija Bulatović   |
| 23  | Muntenegru | A       | Vasilije Jovović  |
| 28  | Serbia     | A       | Stevan Račić      |

| Nr. |            | Poziție | Jucător             |
| --- | ---------- | ------- | ------------------- |
| 1   | Muntenegru | P       | Zoran Aković        |
| 3   | Muntenegru | F       | Nemanja Kosović     |
| 18  | Muntenegru | F       | Milovan Nikolić     |
| --  | Serbia     | F       | Ljubo Baranin       |
| 2   | Serbia     | F       | Aleksandar Krsteski |
| 5   | Serbia     | F       | Ahmed Mujdragić     |
| --  | Muntenegru | M       | Miroslav Todorović  |
| 29  | Muntenegru | M       | Predrag Brnović     |
| --  | Serbia     | M       | Saša Stojanović     |
| --  | Serbia     | M       | Nebojša Prtenjak    |
| 22  | Serbia     | M       | Milanko Rašković    |
| 10  | Muntenegru | A       | Miloš Đalac         |
| 25  | Muntenegru | A       | Bojan Kalezić       |

## Evoluțiile pe plan național în ultimile 20 de sezoane
| Țara                          | Sezon   | Liga         | Poziția |
| ----------------------------- | ------- | ------------ | ------- |
| Republica Federală Iugoslavia | 1992/93 | Liga a treia | 11      |
| Republica Federală Iugoslavia | 1993/94 | Liga a treia | 8       |
| Republica Federală Iugoslavia | 1994/95 | Liga a treia | 11      |
| Republica Federală Iugoslavia | 1995/96 | Liga a treia | 2       |
| Republica Federală Iugoslavia | 1996/97 | Liga a doua  | 3       |
| Republica Federală Iugoslavia | 1997/98 | Liga a doua  | 2       |
| Republica Federală Iugoslavia | 1998/99 | Liga a doua  | 15      |
| Republica Federală Iugoslavia | 1999/00 | Liga a doua  | 13      |
| Republica Federală Iugoslavia | 2000/01 | Liga a doua  | 5       |
| Republica Federală Iugoslavia | 2001/02 | Liga a doua  | 6       |
| Republica Federală Iugoslavia | 2002/03 | Liga a doua  | 7       |
| Serbia și Muntenegru          | 2003/04 | Liga a doua  | 10      |
| Serbia și Muntenegru          | 2004/05 | Liga a treia | 9       |
| Serbia și Muntenegru          | 2005/06 | Liga a treia | 6       |
| Muntenegru                    | 2006/07 | Liga a doua  | 10      |
| Muntenegru                    | 2007/08 | Liga a doua  | 2       |
| Muntenegru                    | 2008/09 | Liga a doua  | 10      |
| Muntenegru                    | 2009/10 | Liga a doua  | 8       |
| Muntenegru                    | 2010/11 | Liga a doua  | 8       |
| Muntenegru                    | 2011/12 | Liga a doua  | 1       |
| Muntenegru                    | 2012/13 | Prima ligă   | 3       |

## În Europa
| Sezon     | Competiție         | Runda                 | Adversar            | Acasă | Deplasare | Scor general |
| --------- | ------------------ | --------------------- | ------------------- | ----- | --------- | ------------ |
| 2012–2013 | UEFA Europa League | primul tur preliminar | FK Borac Banja Luka | 1–1   | 2–2       | 3–3 (a)      |
| 2012–2013 | UEFA Europa League | turul doi preliminar  | FC Metalurh Donetsk | 2–4   | 0–7       | 2–11         |
| 2013–2014 | UEFA Europa League | primul tur preliminar | Budapest Honvéd FC  | 1–4   | 0–9       | 1–13         |

## Palmares
- Cupa Muntenegrului (1): 2011–12

- Liga a doua: (1):2011–12

- Cupa Republicii Muntenegru (1): 1961, 1997, 1999

## Antrenori
- Slavoljub Bubanja (July 2001–)